# NGC 1551
NGC 1551 је елиптична галаксија у сазвежђу Бик која се налази на NGC листи објеката дубоког неба.
Деклинација објекта је + 2° 24' 34" а ректасцензија 4h 19m 38,1s. Привидна величина (магнитуда) објекта NGC 1551 износи 12,1 а фотографска магнитуда 13,1. NGC 1551 је још познат и под ознакама NGC 1550, UGC 3012, MCG 0-11-55, CGCG 393-1, PGC 14880.